# Deltron 3030
Deltron 3030 ist eine US-amerikanische Hip-Hop-Supergroup bestehend aus dem DJ Kid Koala, dem Rapper Del tha Funkee Homosapien und dem Produzenten Dan „The Automator“ Nakamura. Das Trio veröffentlichte bislang die beiden Konzeptalben Deltron 3030 (2000) und Event 2 (2013).

## Geschichte
Deltron 3030 wurde 1999 gegründet. Ihr selbstbetiteltes Debütalbum Deltron 3030 erschien 2000 auf 75 Ark Records, dem Label von Dan the Automator. Dabei handelt es sich um ein Konzeptalbum, welches eine Science-Fiction-Geschichte aus der Sicht des Superhelden Deltron Zero (Del tha Funkee Homosapien) erzählt. Dessen Ziel ist es, die Erde von den regierenden Großmächten zu befreien. Die Handlung des Albums spielt im Jahr 3030, daher der Name der Gruppe. In den vielen Interludes auf dem Album treten Gaststars wie Damon Albarn, Mr. Lif oder Mark Bell als weitere Charaktere der Geschichte auf.
Nach dem Debütalbum widmeten sich die Musiker anderen Projekten oder veröffentlichten Soloalben, dennoch arbeiteten sie weiterhin auf den Veröffentlichungen der jeweils anderen zusammen. Nennenswert sind da die Gorillaz, eine Band aus fiktiven Mitgliedern, als deren Vorgänger Deltron 3030 gilt.
2004 begannen die Arbeiten an dem zweiten Album Event 2, die aber bis 2013 andauerten. Im September 2013 wurde das Album über Deltron Partners und Bulk Recordings veröffentlicht. Auch bei Event 2 handelt es sich um ein Konzeptalbum und die Handlung schließt an die des Vorgängers an.

## Diskografie
Studioalben
- 2000: Deltron 3030 (75 Ark Records)
- 2013: Event 2 (Deltron Partners / Bulk Recordings)

Livealben
- 2017: Live